# Александър Анюков
Александър Генадевич Анюков е руски футболист, десен защитник. Бивш капитан на ФК „Зенит“, Санкт Петербург и национал на страната си.

## Кариера
Анюков се налага в криля с помощта на легендата на съветския футбол Александър Тарханов. На 10 септември 2000 г. дебютира в мач срещу „Жемучина“, Сочи. Първият му мач за шампионата е срещу „Зенит“. През юли 2005 г. самарци изпадат в криза и Анюков преминава в „Зенит“. Според журналисти е имал предложение и от „Динамо“. Анюков се налага бързо в „Зенит“. Измества от титулярното място чеха Ян Флахбарт. Той е основна фигура в отбора. Със „Зенит“ печели шампионската титла на Русия и купата на УЕФА. След напускането на Анатолий Тимошчук треньорът Дик Адвокаат го избира за капитан. През 2008, 2009 и 2010 г. е под № 1 в списък от 33 най-добри. На 4 ноември 2014 г. изиграва своя 88 мач в евротурнирите, с което става футболистът на Зенит с най-много мачове в континентални състезания.

## Национален отбор
Анюков дебютира за Русия на Евро 2004, след което става неизменен титуляр. Участва във всичките мачове на Евро 2008 и подава за гол на 2 пъти по време на първенството. Александър рядко пропуска мач на „Сборная“ и участва на Евро 2012, играеки и в 3-те мача от груповата фаза.